# Ácido galacturónico
El ácido D-galacturónico es un monosacárido de 6 átomos de carbono correspondiente a la forma oxidada de la D-galactosa, por lo que también pertenece al grupo de los azúcares ácidos. Es el principal componente de las pectinas, donde puede encontrarse en forma de ácido poligalacturónico. Presenta un grupo aldehído en el carbono 1 y un grupo carboxilo en el carbono 6. Otras formas oxidadas de la D-galactosa son el ácido D-galactónico (con un carboxilo en C1) y el ácido meso-galactárico o ácido múcico (con dos grupos carboxilos, en C1 y en C6). También se encuadra en el grupo del ácido urónico o ácidos hexurónicos. Algunos de los ácidos urónicos que se pueden encontrar de forma natural son el ácido glucurónico, el ácido Dgalacturónico, el ácido idurónico y el ácido manurónico.